# Alcohol 120%
Alcohol, no contexto da informática, é um aplicativo usado em alguns sistemas operacionais, como o Windows, para criar uma imagem virtual de uma unidade de CD-ROM/DVD-ROM/BD-ROM. Esse aplicativo transforma uma imagem de CD, DVD ou BD (uma cópia de um CD/DVD/BD na memória do computador) em uma unidade virtual que o computador interpreta com uma unidade normal (52%, 120%, 120% B&B e 120% Blu-ray), também é capaz de gravar imagem de CD/DVD/BD e realizar cópias de CDS/DVDS/BDS protegidos. É muito utilizado por jogadores de games para computador (120%, 120% B&B e 120% Blu-ray).
- Versão atual: 52% ou 120% v2.0.1.1820, 120% (Black & Bloody) v4.0 e 120% (Blu-Ray) v5.0.

## Suporte para imagens de CD, DVD e BD
- Image Formats Supported (formato próprio) (exemplo)
- Media Descriptor (mdf/mds)
- CloneCD (ccd/img/sub)
- CDR WIN (cue/bin)
- Standard ISO (iso)
- Compressed ISO (isz)
- BlindSuite (bwt/bwi/bws)
- DiscJuggler (cdi)
- Nero (nrg)
- Instant CD/DVD (pdi)